# اسپرس طالقانی
اسپرس طالقانی (نام علمی: Onobrychis talagonica) نام یک گونه از سرده اسپرس است.